# Pseudococcus hirsutus
Pseudococcus hirsutus är en insektsart som först beskrevs av Robert Newstead 1897.  Pseudococcus hirsutus ingår i släktet Pseudococcus och familjen ullsköldlöss. Inga underarter finns listade i Catalogue of Life.